# 오브주의 캉통
프랑스 오브주에는 총 17개의 캉통이 속해 있다. 2015년 3월 행정구역 총개편으로 인해 현재는 다음과 같이 설치되어 있다.
- 액상오트
- 아르시쉬르오브
- 바르쉬르오브
- 바르쉬르센
- 브리엔르샤토
- 크르네프레트루아
- 노장쉬르센
- 레리세
- 로밀리쉬르센
- 생탕드레레베르제르
- 생리에
- 트루아 1
- 트루아 2
- 트루아 3
- 트루아 4
- 트루아 5
- 방되브르쉬르바르스